# Ethan Phillips
Ethan Phillips, né le 8 février 1955 à Garden City (Long Island, New York), est un acteur, scénariste et auteur américain. Il est plus particulièrement connu pour son rôle de Neelix dans la série télévisée Star Trek : Voyager.

## Filmographie

### Cinéma
- 1986 : Critters de Stephen Herek : Jeff Barnes
- 1989 : L'Incroyable Défi (Lean on Me) de John G. Avildsen : Mr Rosenberg
- 1990 : Green Card de Peter Weir : l'inspecteur de l´immigration
- 1993 : L'Homme sans visage (The Man Without a Face) de Mel Gibson : Mr Lensing
- 1992 : Rain Without Thunder de Gary O. Bennett
- 1996 : Star Trek : Premier Contact (Star Trek: First Contact) de Jonathan Frakes : le maître d’hôtel dans le Holodeck
- 2005 : The Island de Michael Bay : Jones Three Echo
- 2007 : Les Babysitters (The Babysitters) de David Ross : Mark Wessler
- 2013 : Inside Llewyn Davis de Joel et Ethan Coen : Mitch Gorfein
- 2015 : L'Homme irrationnel (Irrational Man) de Woody Allen : le père de Jill
- 2016 : American Nightmare 3 : Élections (The Purge: Election Year) de James DeMonaco: Chef Couper

### Télévision

#### Série
- 1985 : La Cinquième Dimension (Twilight Zone) : Deaver (saison 1, épisode 22b : L'alphabet du diable)
- 1990 : Star Trek : La Nouvelle Génération (Star Trek: The Next Generation) : Dr Farek (saison 3, épisode 24 : Ménage à Troi)
- 1995 - 2001 : Star Trek: Voyager : Neelix
- 2002 : Star Trek: Enterprise (Enterprise/Star Trek: Enterprise) : Ulis (chef du groupe de voleurs Ferengis) (saison 1, épisode 19 : Règles de l'abordage)
- 2006 : Esprits criminels (Criminal minds) : Marvin Doyle (saison 1, épisode 17 : Coupables victimes)
- 2006 : Numbers (Numb3rs) : Leonard Philbrick (saison 2, épisode 13 : Le Dessous des cartes)
- 2011: Mentalist (the mentalist) saison 3 épisode 18 (enquête assistée)

#### Téléfilm
- 2007 : Not Another High School Show de Mike Bender : Pat